# Христодул (Архієпископ Афінський)
Архієпископ Христодул (грец. Χριστόδουλος, у миру Христос Параскеваїдіс (грец. Χρήστος Παρασκευαΐδης), 17 січня 1939, Ксанфі — 28 січня 2008, Афіни, Греція) — Архієпископ Афінський і всієї Еллади; предстоятель Елладської православної церкви з 28 квітня 1998. Перший предстоятель Елладськой церкви, вибраний демократичним шляхом.

## Життєпис
Христодул (Параскеваідіс) народився в 1939 році в Ксанфі (Північна Греція). Він закінчив юридичний і богословський факультети Афінського університету, в 1961 році був рукопокладений у диякона, а в 1965 році — у пресвітера. Протягом дев'яти років ніс послух проповідника і духівника в храмі Успіння Божої Матері в Старому Фаліроні (або Палео-Фалірон, південне передмістя Афін), потім — секретаря Священного Синоду Елладської Церкви.
У липні 1974 року був рукопокладений у єпископи з титулом митрополит Димитріадський, 28 квітня 1998 року Синодом Елладської Православної Церкви був обраний Архієпископом Афінським і всієї Еллади.
Мав вчений ступінь доктора богослов'я, отримав диплом випускника Афінського університету на кафедрі французької і англійської філології; автор великої кількості книг науково-богословського і повчального характеру.
Виступав за виняткову роль церкви в житті країни. Наприклад, виступив проти виключення графи «релігія» з посвідчення особи.
Був відомий незалежною, а деколи і конфронтаційною, позицією у відносинах з Грецькою державою, виступав проти дій НАТО на Балканах і позиції в цих питаннях Греції як члена НАТО.
В той же час він був за зближення православної і католицької церков. У 2006 році Архієпископ Христодул зустрівся з Папою Римським. Це була перша зустріч представників двох церков такого рівня. Тоді ж з'явилися повідомлення про те, що ієрархи обговорювали можливості подолати Великий розкол християнської церкви 1054 року.
Останні місяці життя провів у своїй резиденції в столиці Греції. В червні 2007 року йому був поставлений діагноз «рак». Того ж року у Флориді архієпископу спробували пересадити печінку, проте операція пройшла невдало. 28 січня 2008 він помер у віці 69 років від раку печінки.
Був похований з державними почестями. Його тіло було виставлено для прощання на три дні в кафедральному соборі Афін. На четвертий день тіло архієпископа було віддано землі. День похоронів архієпископа в Греції було оголошено вихідним, державні установи і школи були зачинені, по всій країні приспустили національні прапори.